# Estación Líbano
Líbano es una estación de ferrocarril ubicada la localidad del mismo nombre, Partido de General La Madrid, Provincia de Buenos Aires, Argentina.

## Servicios
Pertenece al Ferrocarril General Roca en su ramal entre General La Madrid y Pringles.
No presta servicios de pasajeros ni de trenes de carga. Sus vías están concesionadas a la empresa de cargas FerroExpreso Pampeano S.A..